# Акробат (фільм, 2019)
Акробат (англ. The Acrobat; фр. L'Acrobate) — канадський драматичний фільм, режисера Родріга Жана, випущений у 2019 році.
Фільм зосереджується на Крістофі (Себастьєн Рікард) та Міхі (Юрій Палау), двох чоловіків, які зустрічаються на об'єкті будівництва в Монреалі під час снігової бурі, в них починається любовний роман, зустрічі закоханих відбуваются на тому ж будівництві.
Фільм, є інтерпритацією стрічки Останнє танго в Парижі, є третім у трилогії фільмів Жана, що припідносить сексуальність та емоційну близькість, після Загубленої пісні та Любові під час громадянської війни.
Прем'єра фільму відбулася на Міжнародному кінофестивалі у Ванкувері 2 жовтня 2019 року, а згодом був показаний на Festival du nouveau cinéma, стрічка вийшла у прокат в лютому 2020 року.